# 粗放農業
粗放農業（そほうのうぎょう、英語: extensive agriculture）は、単位面積あたりの労力や資本の投下量が少なく自然の力に任せる農業。集約農業に対する。
集約農業の場合、作物の状況に応じて追肥や、殺虫剤・殺菌剤等の散布を行い、また不要な枝葉や果実を摘除することで収量を増やそうとする。しかし粗放栽培では、そのような手間を省くことでその分の資材を節約したり、省力化によって栽培する作物の量を増やして収量を増やそうとする。ただし、栽培は放任気味に行うのであって完全に放任するわけではない。自然農法とは異なり、作物の成育に必要な最低限の管理作業は行う。